# Diplurodes submontana
Diplurodes submontana är en fjärilsart som beskrevs av Holloway 1976. Diplurodes submontana ingår i släktet Diplurodes och familjen mätare. Inga underarter finns listade i Catalogue of Life.